# Zorgho (Zorgho)
Pour les articles homonymes, voir Zorgho.
Zorgho est le chef-lieu du département et la commune urbaine de même nom, situé dans la province du Ganzourgou (dont elle est également le chef-lieu) et la région du Plateau-Central au Burkina Faso.
La population de la ville est de 20 462 habitants (les Zorgholais) au dernier recensement général de 2006.

## Géographique

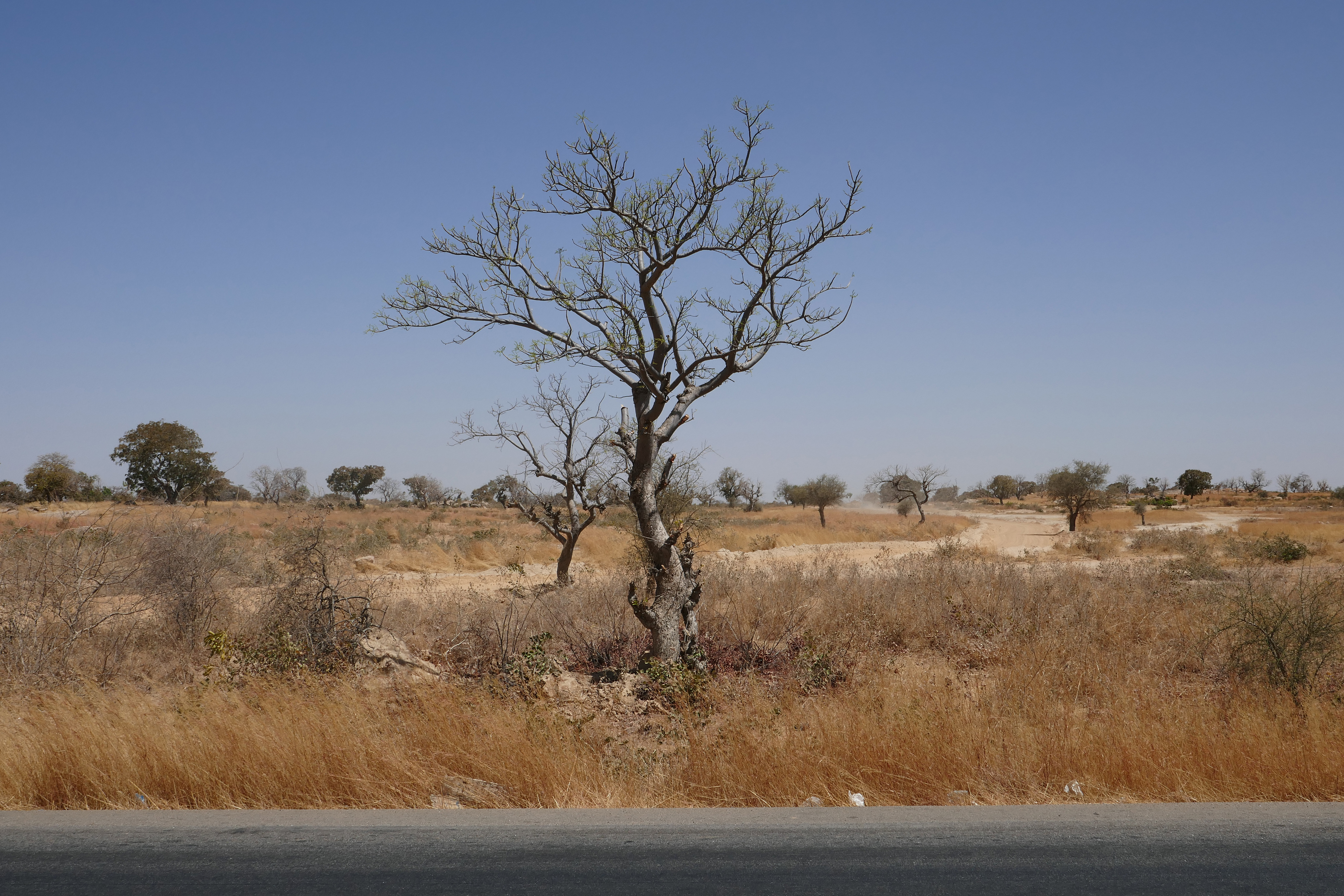
Paysage à l'entrée de Zorgho.

La ville de Zorgho est située dans la région du Plateau-Central à 110 kilomètres à l'est de la capitale Ouagadougou sur la route nationale 4 reliant Ouagadougou à Niamey au Niger.
La ville de Zorgho se compose de deux zones loties de part et d’autre d’une retenue d’eau.
Elle est divisée en six secteurs regroupant chacun cinq à douze anciens quartiers :
- Secteur 1 (3 452 habitants)
- Secteur 2 (4 681 habitants)
- Secteur 3 (1 885 habitants)
- Secteur 4 (3 871 habitants)
- Secteur 5 (1 214 habitants)
- Secteur 6 (5 359 habitants)

## Histoire
Les premiers habitants de Zorgho sont des descendants du Mogho Naba Kouda, neuvième Empereur des Mossi qui a vécu à la fin du XVIe siècle. L’histoire rapporte que deux fils du Mogho Naba Kouda ont quitté Ouagadougou à la recherche des fiefs. Ces deux frères s’installèrent ensemble à Bando (localité située non loin de Zorgho). Les populations autochtones ayant remarqué la présence des deux princes dans le village informèrent le Mogho Naba pour connaître l’attitude à tenir à leur égard. Ce dernier leur ordonna de trouver des terres à ses deux fils. L’aîné fut installé dans une zone peuplée de plantes à grappes appelées « Zordo » en mooré d’où le nom Zorgho. Le second lui fut envoyé à Zoungou, village situé à une vingtaine de kilomètres au Sud. Un jour l’aîné reçu la visite de son petit frère de Zoungou. Celui-ci le trouva dans l’abondance, et après avoir bien mangé il rota le mot rot signifie en mooré « Zodgo ». Les deux prononciations confirment l’appellation Zorgho.
- 12 février 1954 – création du poste administratif de Zorgho.
- 31 décembre 1956, le poste administratif devint subdivision
- 28 août 1958, la subdivision est érigée en cercle
- 2 juillet 1974, le cercle de Zorgho devient sous-préfecture
- 15 septembre 1983, Zorgho devient le chef-lieu de la province du Ganzourgou.

La ville de Zorgho (chef lieu de la province) devient commune le 21 mars 1987, puis commune de plein exercice le 12 mai 1993 par loi no 004-93/ADP. Elle est administrée par un maire élu démocratiquement le 12 février 1995. Le maire est assisté dans ses fonctions de 34 conseillers municipaux et d’un exécutif de six membres qu’il préside.
Zorgho a signé un protocole d’amitié le 30 septembre 1990 avec la ville de Bousbecque, commune de 4 700 habitants dans la région Hauts-de-France.

## Économie
L’activité principale demeure l’agriculture de subsistance appuyée par un élevage intensif. L’artisanat est très présent mais est généralement pratiqué comme activité secondaire (poterie, teinture, bijouterie…).

## Santé et éducation
Zorgho accueille le centre médical régional avec antenne chirurgicale (CMA) ainsi qu'un centre de santé et de promotion sociale (CSPS) situé dans sa section urbaine.